# Liste der Monuments historiques in Hierges
Die Liste der Monuments historiques in Hierges führt die Monuments historiques in der französischen Gemeinde Hierges auf.

## Liste der Immobilien
| Bezeichnung             | Beschreibung                                                                                           | Standort                           | Kennzeichnung | Schutzstatus   | Datum     | Bild           |
| ----------------------- | --- | ---------------------------------- | ------------- | -------------- | --------- | -------------- |
| Kirche St-Jean-Baptiste | von 1572 bis 1579 erbaut; mit Friedhofsmauer                                                           | Rue de l’Église (Lage)             | PA00078453    | Inscrit Classé | 1987 1993 | weitere Bilder |
| Château de Hierges      | Höhenburg, ab 1560 erbaut, 1793 ausgebrannt; Wirtschaftsgebäude und Taubenturm aus dem 18. Jahrhundert | nördlich oberhalb des Ortes (Lage) | PA00078451    | Classé Inscrit | 1980      | weitere Bilder |
| Wegekreuz               | bezeichnet 1579                                                                                        | 1, place de la Fontaine (Lage)     | PA00078452    | Inscrit        | 1926      | weitere Bilder |

## Liste der Objekte
| Bezeichnung                                                                                | Beschreibung                                                                            | Standort                              | Kennzeichnung | Schutzstatus | Datum | Bild |
| ------------------------------------------------------------------------------------------ | --------------------------------------------------------------------------------------- | ------------------------------------- | ------------- | ------------ | ----- | ---- |
| Gedenktafel für Jacques Mestallart                                                         | Kupfer, bezeichnet 1641                                                                 | in der Kirche St-Jean-Baptiste (Lage) | PM08001218    | Inscrit      | 1988  |      |
| Skulptur Johannes der Täufer                                                               | Holz, farbig gefasst, 19. Jahrhundert                                                   | in der Kirche St-Jean-Baptiste (Lage) | PM08001224    | Inscrit      | 1988  |      |
| Grabdenkmal für Jacques Mestallart                                                         | Kalkstein, bezeichnet 1641                                                              | in der Kirche St-Jean-Baptiste (Lage) | PM08001227    | Inscrit      | 1988  |      |
| Kelch                                                                                      | Silber, vergoldet, um 1600; in der Mairie deponiert                                     | in der Kirche St-Jean-Baptiste (Lage) | PM08000681    | Classé       | 2006  |      |
| Gemälde Hochzeit Mariens                                                                   | Ölfarbe auf Leinwand, 17. Jahrhundert, von Jean de la Bouverie (Vater oder Sohn)        | in der Kirche St-Jean-Baptiste (Lage) | PM08000679    | Classé       | 2006  |      |
| Hauptaltar                                                                                 | Altartisch, Tabernakel und Retabel; Holz, farbig gefasst und vergoldet, 18. Jahrhundert | in der Kirche St-Jean-Baptiste (Lage) | PM08001216    | Inscrit      | 1988  |      |
| Skulptur Maria (1)                                                                         | Holz, farbig gefasst, 18. Jahrhundert                                                   | in der Kirche St-Jean-Baptiste (Lage) | PM08001220    | Inscrit      | 1988  |      |
| Skulptur Heiliger Joachim                                                                  | Holz, farbig gefasst, 18. Jahrhundert                                                   | in der Kirche St-Jean-Baptiste (Lage) | PM08001226    | Inscrit      | 1988  |      |
| Gemälde Anbetung der Könige                                                                | Ölfarbe auf Leinwand, 17. Jahrhundert, von Jean de la Bouverie (Vater oder Sohn)        | in der Kirche St-Jean-Baptiste (Lage) | PM08000680    | Classé       | 2006  |      |
| Wandvertäfelung des Chorraums                                                              | Holz, bemalt, 18. Jahrhundert                                                           | in der Kirche St-Jean-Baptiste (Lage) | PM08001217    | Inscrit      | 1988  |      |
| Skulptur Maria (2)                                                                         | Teil der Kreuzigungsgruppe; Holz, farbig gefasst, 17. Jahrhundert                       | in der Kirche St-Jean-Baptiste (Lage) | PM08001221    | Inscrit      | 1988  |      |
| Skulptur Heiliger Antonius der Große                                                       | Holz, farbig gefasst, 18. Jahrhundert                                                   | in der Kirche St-Jean-Baptiste (Lage) | PM08001225    | Inscrit      | 1988  |      |
| Skulptur Madonna mit Kind                                                                  | Holz, farbig gefasst und vergoldet, 18. Jahrhundert; 1998 gestohlen                     | in der Kirche St-Jean-Baptiste (Lage) | PM08001223    | Inscrit      | 1988  |      |
| Gemälde Maria und Johannes der Täufer als Fürsprecher für einen Geistlichen und eine Nonne | Ölfarbe auf Leinwand, 1740 von Charles Eyckens                                          | in der Kirche St-Jean-Baptiste (Lage) | PM08000678    | Classé       | 2006  |      |
| Gemälde Heilige Dreifaltigkeit und Freikauf von Gefangenen                                 | Ölfarbe auf Leinwand, 17. Jahrhundert                                                   | in der Kirche St-Jean-Baptiste (Lage) | PM08000683    | Classé       | 2006  |      |
| Zelebrantenbank                                                                            | Holz, Ende des 15. Jahrhunderts                                                         | in der Kirche St-Jean-Baptiste (Lage) | PM08000273    | Classé       | 1926  |      |
| Kirchenfenster Madonna mit Kind                                                            | von 1616                                                                                | in der Kirche St-Jean-Baptiste (Lage) | PM08000274    | Classé       | 1993  |      |
| Kruzifix                                                                                   | Holz, farbig gefasst, 16. Jahrhundert                                                   | in der Kirche St-Jean-Baptiste (Lage) | PM08000682    | Classé       | 2006  |      |
| Skulptur Johannes Evangelist                                                               | Teil der Kreuzigungsgruppe; Holz, farbig gefasst, 17. Jahrhundert                       | in der Kirche St-Jean-Baptiste (Lage) | PM08001222    | Inscrit      | 1988  |      |
| Skulptur Heiliger Joseph                                                                   | Holz, farbig gefasst, 18. Jahrhundert                                                   | in der Kirche St-Jean-Baptiste (Lage) | PM08001219    | Inscrit      | 1988  |      |